# Ophthalmitis cordularia
Ophthalmitis cordularia är en fjärilsart som beskrevs av Swinhoe 1893. Ophthalmitis cordularia ingår i släktet Ophthalmitis och familjen mätare. Inga underarter finns listade i Catalogue of Life.